# 올림푸스 E-510
올림푸스 E-510(Olympus E-510)은 올림푸스의 디지털 SLR이다. 2007년 3월 발표되었다. 기존 필름 카메라 시스템에 바탕을 두지 않고, 디지털을 고려해 렌즈 마운트와 전체 시스템이 디자인된 포서즈 시스템을 사용한다. 1천만 유효 화소를 가진 마쯔시다 Live MOS 이미지 센서를 사용하며, 라이브 뷰 기능을 제공한다.